# Österreichische Judo-Damen-Mannschaftsmeisterschaft 1991
Die Österreichische Judo-Damen-Mannschaftsmeisterschaft 1991 ermittelte zum 10. Mal den Österreichischen Mannschaftsmeisters im Judo. Sie wurde vom Österreichischen Judoverband ausgetragen. Sieger war zum 8. Mal der Vereinsgeschichte der JGV Wien.

## Tabelle
| Position | Mannschaft        | Ort      | Bundesland | Quelle |
| -------- | ----------------- | -------- | ---------- | ------ |
| 1        | JGV Wien          | Wien     | Wien       | [ 2 ]  |
| 2        | WKG ASKÖ Salzburg | Salzburg | Salzburg   | [ 2 ]  |

Stand: 2025-02-26

## Begegnungen
| Round  | Datum            | Ort     | Mannschaft 1 | Mannschaft 2      | Siege 1 | Siege 2 | Quelle |
| ------ | ---------------- | ------- | ------------ | ----------------- | ------- | ------- | ------ |
| Finale | 1. November 1991 | Attnang | JGV Wien     | WKG ASVÖ Salzburg | 5       | 2       | [ 2 ]  |